# Erminio Marcias
Erminio Marcias (Terralba, 14 agosto 1897 – Carso, 19 agosto 1917) è stato un militare italiano, decorato di medaglia d'oro al valor militare alla memoria nel corso della prima guerra mondiale.

## Biografia
Nacque a Terralba, provincia di Oristano, il 14 agosto 1897,  figlio di Agostino e Pietrina Pani, all'interno di una modesta famiglia di agricoltori, penultimo di sette figli. Dopo l'entrata in guerra del Regno d'Italia, avvenuta il 24 maggio 1915, nel settembre dell'anno successivo fu chiamato a prestare servizio militare nel Regio Esercito, assegnato al deposito del 64º Reggimento fanteria. Nel gennaio 1917 fu assegnato al 136º Reggimento fanteria della Brigata Campania e poi trasferito alla 7ª Compagnia del 244º Reggimento fanteria della Brigata Cosenza. Il 23 maggio 1917 raggiunse con il suo reparto la riva sinistra dell'Isonzo tra Opacchiasella e il Vallone nel pieno corso della decima battaglia dell'Isonzo. Prese parte con la sua compagnia alle operazioni di attacco al saliente di Hudi Log, e una volta superate le prime e le seconde trincee nemiche vennero catturati numerosi prigionieri e molte armi e munizioni. Nel corso della undicesima battaglia dell'Isonzo il reggimento, schierato nel settore tra Hudi Log e Korite, mosse all'attacco il 19 agosto al fine di conquistare il Korite. Nel corso dei combattimenti davanti alle posizioni di Versic, su terreno intensamente battuto dal fuoco delle artiglierie e delle armi portatili nemiche, dimostro un coraggio non comune esponendosi come portaordini, portaferiti e nel raccogliere i dispersi indirizzandoli alle nostre linee. Rimasto ferito all'inizio dell'azione venne nuovamente colpito da una pallottola esplosiva al braccio destro, ma non volle abbandonare il proprio reparto ne essere allontanato dal combattimento cadendo poco dopo colpito a morte da una scheggia di granata.
Con Decreto Luogotenenziale del 3 gennaio 1918 fu insignito della medaglia d'oro al valor militare alla memoria. Una scuola media e una via di Terralba portano il suo nome.

### Annotazioni
1. ↑  Allora il paese si trovava in provincia di Cagliari.

### Fonti
1. 1 2 3 4 5 6  Combattenti Liberazione.
2. ↑  Carolei, Greganti, Modica 1968, p. 96.
3. 1 2  La Nuova Sardegna.
4. 1 2 3 4  Coltrinari, Ramaccia 2018, p. 118.
5. ↑   MARCIAS Erminio, Medaglia d'oro al valor militare, su Presidenza della Repubblica.